# Закі Осман (футболіст, 1898)
Закі Осман (араб. زكى عثمان, 1898 — пом. 28 вересня 1985) — єгипетський футболіст, що грав на позиції нападника. Відомий за виступами за клуб «Аль-Аглі», а також у складі національної збірної Єгипту.

## Біографія
Закі Осман народився в 1898 році. На клубному рівні грав за команду «Аль-Аглі» з Каїра. У 1920 році Закі Осман у складі збірної Єгипту брав участь в Олімпійських іграх 1920 року, на яких зіграв 2 матчі.
Помер Закі Осман у 1985 році.